# Józef Bielawski (duchowny)

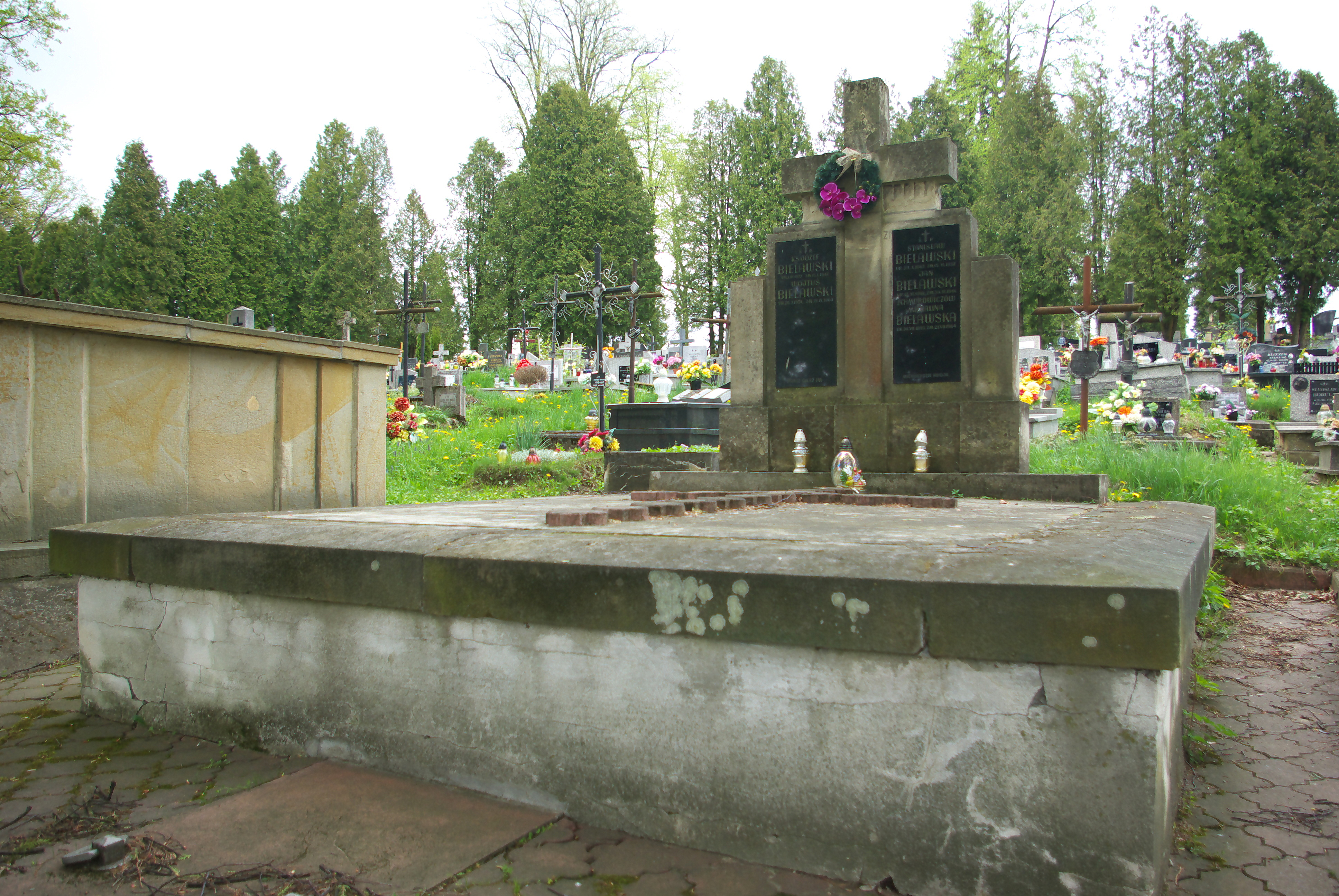
Grobowiec Bielawskich w Brzozowie

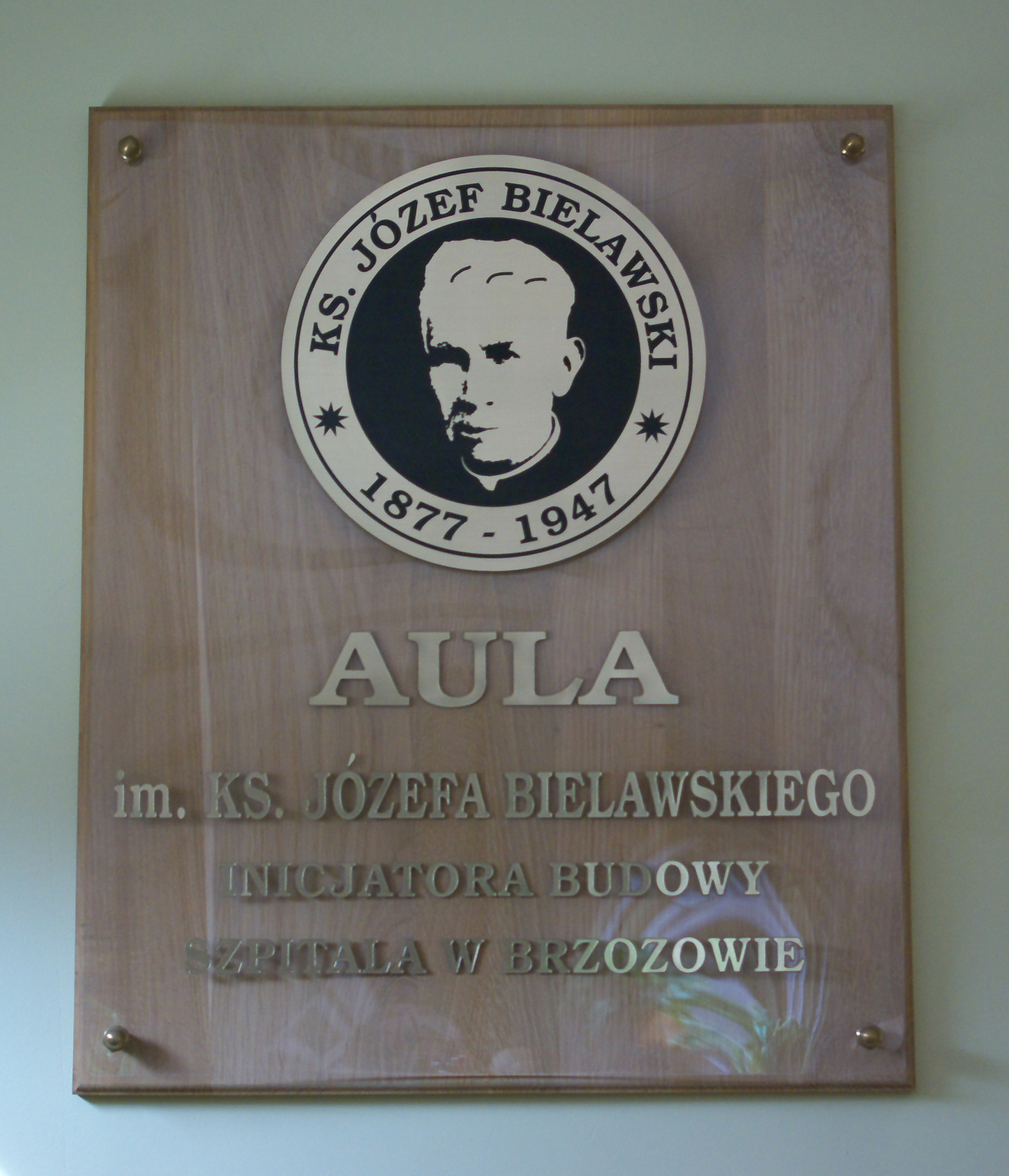
Tablica pamiątkowa w brzozowskim szpitalu

Józef Kazimierz Bielawski (ur. 1 marca 1877 w Brzozowie, zm. 15 stycznia 1947) – polski duchowny rzymskokatolicki, ksiądz kanonik.

## Życiorys
Józef Kazimierz Bielawski urodził się 1 marca 1877 w Brzozowie. Był synem Józefa (rzeźnik) i Antoniny z Kostków. Miał brata Stanisława (ur. 1892).
W 1897 zdał egzamin dojrzałości w C. K. Gimnazjum Męskim w Sanoku (w jego klasie byli m.in. Bronisław Gaweł, Paweł Kindelski, Władysław Studziński). Po maturze podjął studia teologiczne w Seminarium Duchownym w Przemyślu, które ukończył w 1901. W 1901 otrzymał sakrament święceń kapłańskich. W styczniu 1904 został przeniesiony ze stanowiska administratora w Ostrowie na stanowisko administratora w Starym Samborze. Jako ksiądz pracował w Parafii Przemienienia Pańskiego w Brzozowie.  
W latach 1907–1911 był założycielem i dyrektorem Towarzystwa Zaliczkowego w Błażowej. Potem do 1935 dyrektorem Banku Spółdzielczego w Brzozowie. Publikował artykuły z dziedziny bankowości. Od 1907 do 1910 był działaczem Polskiego Towarzystwa Gimnastycznego „Sokół”, od 1911 do 1914 był organizatorem i prezesem oddziału Związku Strzeleckiego. W latach 1911–1914 był prezesem LXIX Polskiej Drużyny Strzeleckiej w Brzozowie (jego poprzednikiem był ks. Stanisław Biały). Podczas I wojny światowej udzielał się w Naczelnym Komitecie Narodowym. Działał społecznie jako prezes Towarzystwa Kółek Rolniczych, członek rady nadzorczej Związku Kółek Ekonomicznych w Krakowie.
W 1923 otrzymał wyróżnienie Expositorium Canonicale. Był członkiem zarządu powiatowego Stronnictwa Narodowego.
Był inicjatorem powstania i budowy od 1938 szpitala w Brzozowie oraz wspierał ten projekt materialnie (przekazał plac pod jego szpitala, 70 tys. sztuk cegły oraz blachę na pokrycie).
Został pochowany w grobowcu rodzinnym na Cmentarzu Komunalnym w Brzozowie.

## Odznaczenia
- Złoty Krzyż Zasługi[2]
- Medal Niepodległości (17 marca 1938)[16]
- Odznaka Honorowa PCK[2]

## Upamiętnienie
W Brzozowie ustanowiono kapliczkę ks. Bielawskiego oraz ulicę jego imienia, a w obecnym Szpitalu Specjalistycznym w Brzozowie jego imieniem nazwano aulę i umieszczono w niej tablicę pamiątkową.